# لويس ويغفال
لويس تريزافانت ويغفال (بالإنجليزية: Louis Wigfall)‏ (21 أبريل 1816 -18 فبراير 1874) سياسي أمريكي، شغل منصب عضو مجلس شيوخ الولايات الكونفدرالية، عن ولاية تكساس، منذ عام 1862 إلى عام 1865. كان ويغفال من بين مجموعة من الانفصاليين البارزين المعروفين باسم «آكلو النار»، الذين نادوا بالتوسع وبالحفاظ على المجتمع الزراعي الأرستقراطي القائم على السخرة. شغل ويغفال، لفترة وجيزة، منصب العميد الكونفدرالي في فرقة تكساس في بداية الحرب الأهلية الأمريكية، وذلك قبل أن يشغل مقعده في مجلس الشيوخ الكونفدرالي. اشتهر ويغفال بالخطابة وبالإفراط في شرب الكحوليات، إلى جانب طبيعته القتالية وإحساسه المرهف بالشرف الشخصي، الأمر الذي جعله أحد الشخصيات السياسية الأكثر تأثيرًا في عصره.

## النشأة والحياة المهنية

### مرحلة الشباب
وُلد ويغفال في مزرعة قرب إديغفيلد (كارولاينا الجنوبية)، لوالده ليفي دورانت ولوالدته إليزا تومسون ويغفال. كان والده، الذي مات عام 1818، تاجرًا ناجحًا في تشارلستون قبل أن ينتقل إلى إديغفيلد. انتمت والدته لعائلة تريزافانت، وهي عائلة تنتمي للهوغونوتيين الفرنسيين. تُوفيت والدته عندما كان صغيرًا في سن الثالثة عشر. قُتل شقيقه الأكبر، هامدن، في مبارزة. أصبح شقيقه الآخر، آرثر، أسقفًا في الكنيسة الأسقفية.
تلقى تعليمه تحت رعاية ولي أمره، حتى عام 1834، ثم أمضى عامًا في مدرسة رايس كريك سبرينغز، وهي أكاديمية عسكرية بالقرب من كولومبيا بولاية كارولاينا الجنوبية، خاصة بأطفال النخبة الأرستقراطية. بعد ذلك، التحق ويغفال بجامعة فيرجينيا. تسببت إهانة شعر بها من قِبل تلميذ آخر، إلى همّه بخوض أول تحدٍّ من تحدِّيات المبارزة الكثيرة التي سيواجهها لاحقًا، لولا أن المشكلة حُلَّت بسلام.
في سنة 1836، التحق بكلية ساوث كارولينا (الآن جامعة ساوث كارولاينا) ليكمل دراساته، لكنّ حضوره كان متقطعًا. صار ويغفال مهتمًا بالقانون، وشارك في جمعية يوفراديان، وكتب رسائل عن حقوق الطلاب. رغم ذلك، كان يقضي معظم وقته في الحانات خارج الحرم الجامعي بدلًا من دراسته. ترك الحياة الأكاديمية لمدة ثلاثة أشهر، وذلك من أجل القتال في حرب السيمينول الثانية في فلوريدا، وحصل على رتبة ملازم متطوع. رغم هذه الاضطرابات، تمكن من التخرج سنة 1837. كان جون لورنس مانينغ، الذي سيصير لاحقًا حاكمًا لكارولينا الجنوبية، صديقًا زميلًا له في الدراسات العليا، وهو يُعتبر صديقًا حميمًا له.
في عام 1839، عاد ويغفال إلى إديغفيلد وتولى ممارسة مهنة المحاماة الخاصة بأخيه. بعد أن بدَّد ميراثه، وبسبب إفراطه في شرب الكحوليات والمقامرة، تراكمت عليه الديون. اقترض من أصدقائه مالًا ليعيش حياة حرة، بمن فيهم عروسه المستقبلية. لم يناسب عمله، الذي كان عبارة عن «أعمال مكتبية فقط»، كمحام في الريف؛ مزاجه وشعوره بالهدف، ولم يكن مربحًا كما كان يأمل.

### الحياة الشخصية
في عام 1841 تزوج ويغفال ابنة عمه الثانية، شارلوت ماريا كروس، وهي ابنة المحامي البارز في تشارلستون والمراقب المالي السابق لولاية كارولينا الجنوبية، العقيد جورج وارين كروس، وابنة زوجته فرانسيس ماريا هالسي.
أطفالهم هم:
- فرانسيس هالسي ويغفال.
- لويز صوفي ويغفال، كاتبة يوميات الحرب الأهلية.
- ماري فرانسيس (فاني) ويغفال.